# Pałac w Turawie
Pałac w Turawie – zabytkowy pałac znajdujący się w Turawie położonej w województwie opolskim, powiecie opolskim, w gminie Turawa
Do wojewódzkiego rejestru zabytków wpisany jest:
- zespół pałacowy, z XVIII-XIX w.:
  - pałac (wypisany z księgi rejestru)
  - park.

Park otacza pałac, znajdują się w nim ciekawe zabytki przyrody: dąb szypułkowy o obwodzie 350 cm, dwa jesiony o obwodach 300 i 505 cm oraz lipa drobnolistna o obwodzie 450 cm

## Historia
Pałac pochodzi z XVIII wieku, pierwszą budowlą tego typu w Turawie był zameczek myśliwski, który zbudowali książęta opolscy. Później właścicielką zamku była Katarzyna Kokorz von Kamenz, która sprzedała go rodowi Kochtitzki von Kochtitz w 1596 roku. Turawę od Kochtitzkich w 1629 roku nabył Jan Dombrowka z Jasieni. Kolejnym właścicielem był Jan von Blankovsky. W 1712 roku od Franciszka Blankovsky, dobra turawskie nabywa Martin Scholz von Loewenckron, który w 1730 roku rozpoczął budowę obecnego pałacu w Turawie według planów opolskiego architekta Adama Tentscherta. Budowa kolejnych skrzydeł pałacu była kontynuowana przez syna pierwszego właściciela, Józefa von Loewenkrona, który w 1751 roku zbudował kaplicę z wieżą zakończoną hełmem gontowym i z dzwonem. Kolejna rozbudowa miała miejsce w 1761 roku – zbudowano skrzydło od północy, oraz bramę wjazdową. W 1847 roku Karl hrabia von Garnier przeprowadza kolejną rozbudowę i remont nieco zaniedbanego już pałacu. W 1937 roku rodzina von Garnier przekazała pałac na sierociniec. Po II wojnie światowej, w 1949 roku, pałac oddano na siedzibę Domowi Dziecka w Turawie. Po pożarze budynku Urzędu Gminy do czasu budowy nowego budynku, w pałacu mieścił się Urząd Gminy Turawa. W latach 1964–1965 barokowy pałac z neorokokową dekoracją został przebudowany na potrzeby wychowanków Domu Dziecka. Do dziś zachowała się neorokokowa sala balowa ze złoconymi, rzeźbionymi, dębowymi drzwiami, neorenesansowy kredens, neorokokowe, marmurowe kominki, barokowe szafy biblioteczne, złocone dekoracje ścian, dekoracyjne piece kaflowe, stiuki w sali kredensowej.

## Literatura
O rodzie von Garnier:
- A. Kuzio-Podrucki, Górnośląscy Garnierowie. Zarys dziejów i rodowód, w: Zaranie. Seria Druga, pod redakcją naukową prof. Ryszarda Kaczmarka, nr 9, Katowice 2023 * on-line